# 梨々花
梨々花（りりか、1995年10月23日 - ）は、日本のAV女優。DINO所属。

## 略歴
2018年4月、SODクリエイトの「キミホレ」レーベル専属女優としてAVデビュー。
同年7月をもって専属を離れ、企画単体女優となる。

## 人物
群馬県高崎市出身。
趣味は映画鑑賞。
初体験は18歳の時で、相手は20歳年上でドSのSMマニアだったアルバイト先の店長。
デビュー時は一般企業に勤める現役OLとされ、AVデビューの動機は凄くセックスが好きだから。
「梨々花」としても活動していたAV女優の長澤リカとは別人。

## 出演作品

### イメージDVD
- Ririka もっと感じたくて…（2018年8月16日、REbecca）
- ヴィーナス・テルメ（2019年3月29日、オルスタックソフト販売）
- 湯けむり女ふたり旅（2019年12月27日、オルスタックソフト販売）共演:雨宮凜

### アダルトDVD

#### 2018年
- どんな刺激も痛みも笑顔で受け入れる変態ちゃん ドM界の新星 AV debut（4月26日、SODクリエイト）
- 「初めての彼氏は20歳年上でした。私、変態なオジサンが大好きです。」 中年オヤジの過激調教にエリートドMの本気覚醒!（5月24日、SODクリエイト）
- 普通の中出しなんてしたくない 人生初なのに10発もの精子を懇願するドMちゃんと生姦中出し大乱交（6月21日、SODクリエイト）
- 人生でイチバンおかしくなりました 限界まで焦らしに焦らして理性ぶっ壊れ! のちエンドレスピストンで無限イキFUCK!（7月26日、SODクリエイト）
- 最初で最高のアナル解禁 イキ過ぎてケツマ○コがバカになっちゃいました。（9月19日、エムズビデオグループ）
- オチ●ポ大好き嬉しょんイラマチオ（10月1日、Fitch）
- 人妻アナル奴隷品評会（10月25日、マドンナ）
- 本性発揮 緊縛そしてハードSM解禁! 国宝級のぶっ壊れマゾ娘が本性を曝け出す!（10月25日、えむっ娘ラボ）
- 接吻乳首責めレズビアン 〜敏腕女社長の卑猥なレズキスニップル調教〜（11月1日、Fitch）共演:澤村レイコ
- 黒人ホームステイNTR 初めて目にした刈反り巨根編（11月25日、ダスッ!）
- 吐き出すまで突きまくる、史上最狂のイラマチオ（11月25日、えむっ娘ラボ）
- 乳首の弱いカノジョと僕が、互いに乳首を責めあいました。（11月30日、ワープエンタテインメント）
- 美大生の軟体純情娘 お父さんにヌードモデルをお願いしたら興奮して中出しされました。（12月1日、プラネットプラス）
- ドM界の新生・梨々花の3穴にザーメン大量注入! ノンストップごっくん&アナルファックLIVE!!（12月1日、Fitch）
- 縄狂いの女（12月6日、グローリークエスト）
- ナチュラルハイ年末スペシャル 敏感（恥）巨乳痴漢 2018 撮り下ろし2枚組 10人全員 SEXver.（12月6日、ナチュラルハイ）他出演:桐谷なお、真田みづ稀、神宮寺ナオ、君島みお、羽生ありさ、優梨まいな、石川祐奈、宝田もなみ
- 男子生徒に固定バイブ土下座でアクメ謝罪させられ学校で犯される女教師（12月6日、ナチュラルハイ）他出演:桜木優希音 ほか
- 50過ぎて母娘家庭と再婚し、経済的理由で逆らえない連れ子の若い躰を玩具にして、究極の母娘二輪車を楽しむ （12月6日、ヒビノ）共演:吉井美希
- 朝から晩まで中出しセックス 35（12月20日、アイエナジー）
- コスプレキャノンボール コスプレで繋がりコスプレで紡ぐリアルドキュメント RUN.12（12月21日、プレステージ）
- 催眠洗脳された巨乳妻は嫌がりながらもアナル奴隷になっていた。（12月25日、ダスッ!）共演:三原ほのか、加藤あやの

#### 2019年
- 闇男(YAMIO) 15人の人妻をマゾに目覚めさせた男（1月7日、アタッカーズ）
- 玄関のチェーンを掛けたまま身体を見せつけ微笑んでくる誘惑妻（1月10日、コスモス映像）
- 素人妻と童貞くんの筆下しドキュメント 35歳以上の奥さま限定! 混浴でディープキス指南してたら興奮しちゃって初対面なのに止まらない 中出し9射精50イキ!（1月15日、ピーターズ）他出演:大浦真奈美 ほか
- 120%リアルガチ軟派伝説 vol.68 in 静岡（1月18日、プレステージ）他出演:望月りさ、白咲りの、立花瑠莉 ほか
- 着衣での仕事のはずが媚薬を盛られイヤラシ汁を垂れ流すほど視姦され追い打ち媚薬で発情しイキ堕ちる清純デッサンモデル 2（1月18日、DOC）共演:鈴木真夕　他出演:星川凛々花、紗々原ゆり
- 日本在住の黒人男性による素人妻口説き連れ込みメガち○ぽSEX! 顔より大きい世界一強暴な黒デカち○ぽを生でねじ込まれ溜まっていた性欲が爆発した日本人妻が初めてののけぞり連続絶頂! 合計52回 旦那の短小ち○ぽでは届かないま○この奥までガン突きされたご無沙汰妻は何度も中出しを求める!!（1月19日、ディープス）他出演:紗々原ゆり
- W脅迫スイートルーム スチュワーデス&女医in…（2月1日、ドリームチケット）共演:桑田みのり　※AV OPEN 2018 ハード部門エントリー作品
- 史上最狂の雌穴9(ナイン)ホール（2月1日、えむっ娘ラボ）共演:高梨りの、桃瀬ゆり　※AV OPEN 2018 ハード部門3位
- 息子の嫁（2月1日、プラネットプラス）
- 快楽のとりこ（2月13日、S-Cute）他出演:桐山結羽、梨杏なつ、市橋えりな
- 『愛し合う夫婦が残したいメモリアルヌードフォト』と題された雑誌の企画と妻を騙し、絶倫チ○ポ男と素肌密着偽撮影会で寝取られ検証!! 旦那よりも若くてカチカチに反り返ったチ○ポがマ○コまで3cmに超接近して奥さん急激欲情!?旦那が近くにいるにも関わらず生中出し!!13発!! 4（2月15日、DOC）他出演:日泉舞香、松永さな、さわみ爽
- 1日中愛し逢う 終わらないレズSEX（2月19日、レズれ!）共演:三田杏
- 女教師のパンチラ 弱みを握られ生徒の性欲処理を受け持たされた女教師はザーメンまみれ（2月21日、ヒビノ）
- えっちなお姉さんの淫語かたりかけぐちゅぐちゅ乳首イジリっ放しオナニー（2月21日、アイエナジー）他出演:あおいれな、高杉麻里、羽生ありさ、水嶋アリス、水川かずは、椎葉みくる、三田杏、早乙女らぶ、川菜美鈴 ほか
- 全裸と奴隷拘束具姿のギャップ 2 女の子の最強に恥ずかしい姿を長々観察して最強にチ○コが勃起してヌケる第2弾（2月21日、ROCKET）他出演:宮崎あや、藤川菜緒、後藤由乃
- 交換夫婦 〜テレビ放送できなかった衝撃のNTR映像〜（3月13日、AVS Collector's）
- のど射ごっくん涙目鬼イラマチオ!（3月19日、エムズビデオグループ）
- 性欲処理専門セックス外来医院 17 新設 激イキ科 超高感度ナース特集!編（3月21日、SODクリエイト）共演:あずみひな、星あめり
- 悩める巨乳JDのおっぱいレズ物語 vol.02（4月19日、レズれ!）共演:宝田もなみ
- 性欲の道具にされた妻 夫婦人質事件（4月25日、ながえスタイル）
- 異世界に転生してエルフ酒場に入ったらモテモテだった件（4月26日、TMA）共演:椎葉みくる、玉木くるみ、妃月るい
- 時間を止められる男は実在した! ―会社でムカつく女、全員犯す!高圧的な女役員/クソマジメな新卒/男受けのいいOLを中出しハメ倒し!編―（5月9日、SODクリエイト）共演:紗々原ゆり、まなかかな
- 女教師のタイト尻に我慢できず媚薬を塗ったチ○ポで即ハメ! 逃げても消えぬ催淫効果でディルドオナニーが止まらない（5月9日、ナチュラルハイ）他出演:逢沢まりあ
- 浮気女 緊縛公開処刑（5月13日、AVS Collector's）
- 性欲もてあまし美女（5月13日、S-Cute）他出演:水樹璃子、宮村ななこ、RISA、美咲まや、桜結奈
- 特別警護隊の女 〜誇り高きアルテミスの無惨なる肉虐〜 Episode-3 鉄壁の防御は破られて堕ちゆく女体その屈辱、妖しい香りを放ちつつ（5月25日、Baby Entertainment）
- からだがかたりたがーる セックスで荒野へ（5月25日、HMJM）
- 淫語イキ支配洗脳! 果てなく繰り返す、絶頂と我慢と中出し（5月25日、ジェントルマン）
- 初心で可愛い素人女子校生の下着をチェックさせて貰ってたところに不意打ちでいきなりデカチン(18cm位)を挿入(SEX)! 「えっ!?なんで!?」驚きと戸惑いのプチパニック!! 142回もイカせまくられて膣内射精もさせられちゃって… もう思考停止状態の女子校生たち（5月27日、FIRST STAR）他出演:星川凛々花、成沢きさき、千葉ゆうか
- 撮影の合間にメイクルームでオナニーをこっそりスマホで自撮りするAV女優達 vol.1（6月6日、グローリークエスト）他出演:かなで自由、阿部栞菜、宇多田あみ、関根奈美、有坂つばさ、波多野結衣、桃瀬ゆり、倉木しおり、推川ゆうり、松永さな、小野寺梨紗、向井藍、月野ゆりあ、斉藤みゆ
- 「ちょっとお姉ちゃん!ボクのチ○ポで勝手に何やってんの!」 酔っ払ったお姉ちゃんがボクにまたがり強制素股状態!しかもヌルヌルでズボッ!生挿入&生中出し!（6月7日、Hunter）他出演:岬あずさ、大浦真奈美、神谷充希 ほか
- 会社の飲み会後、終電を逃して家に泊めた同僚であり親友の彼女。言葉巧みに口説いて、朝まで何度も何度もハメていたら、ボクのエッチにすっかりハマってしまい、心配して自分を探しにきた彼氏(親友)に隠れてまでボクにエッチを求めてきた!（6月7日、お夜食カンパニー）他出演:岬あずさ、神谷充希、通野未帆
- リアル悪徳エステ体験! 一般客に媚薬を飲ませ高級オイルマッサージで感度覚醒!コリをほぐすだけとグチョグチョに興奮したマ●コを刺激して痙攣するまで生中出し!（6月14日、SCOOP）他出演:浜崎真緒、倉多まお
- 現役キャビンアテンダントの皆さん!童貞君の筆おろし『おもてなし』してくれませんか? 素股という言葉を知らない別世界の住人に包茎ち●ぽ擦りつけてそのままヌルンッ! 屈辱メス堕ちした空の女神にドピュドピュ生中出し! 6名収録5時間越え長尺スペシャル（6月14日、赤面女子）他出演:霧島レオナ、高梨りの、星川凛々花、綾瀬さくら、河北麻衣
- NEWガチンコ全裸レズバトル 最もエロくて強いレズは誰だ!? 相手の愛撫から逃げるな!!（6月20日、ROCKET）共演:桐谷なお、つくしみか、明海こう
- 今日はこいつにヌカれたい。（6月28日、ワープエンタテインメント）
- 喉奥支配イラマチオ精飲中毒（7月5日、クリスタル映像）
- 乳首ねっとりこねくり回し若妻本屋痴漢（7月7日、アパッチ）他出演:羽生ありさ、百合川さら、川越ゆい、さくらみゆき
- 女性社員オフィスレズビアンバトル 〜後輩社員を取り合い揉める女同士の争い〜（7月7日、ビビアン）共演:望月りさ
- 喉奥止めイラマでマ○コを濡らしたドM妻はハメられたチ○ポを自ら咥えたがる（7月11日、ナチュラルハイ）他出演:桜木優希音、浅見せな
- 突然やってきた営業レディは媚薬を飲むと、黒パンストを擦りつけながら淫らに股間を滴らせ、カニバサミで中出しを求めた!（7月12日、V&R PRODUCE）他出演:音海里奈
- 完全撮り下ろし最高級昇天映像!! 秘奥淫爆絶頂放置責め III 〜逃げられず内部爆発する残酷なプッシー・オルガ〜（8月1日、Baby Entertainment）他出演:新村あかり、葉月桃、あずみひな、早川瑞希、峰ゆり香、篠宮ゆり、優梨まいな
- 女上司の無防備なパンストにたまらず勃起! 抑えられずにチ○ポをこすりつけたら糸をひくほど濡れていた… 2（8月9日、Z-MEN）他出演:沖田里緒、紗々原ゆり
- 激動のノーカットレズビアン 絶頂地獄 イッてもイッても終わらない追撃イカセでレズ奴隷にされた梨々花（9月7日、ビビアン）共演:浜崎真緒、あおいれな
- 童貞息子の将来を気にした巨乳の母が優しく性教育! 愛撫だけで連続射精する敏感チ○ポを強化するため妊娠覚悟の生挿入! 優しいスローピストンでチ○ポの形を噛み締めながら連続絶頂! 親子にも関わらず早漏改善するまで何度も中出し! 5（9月13日、V&R PRODUCE）他出演:音海里奈
- 自画撮り 感じ過ぎてマン筋くっきり見せつけ誘惑イキ過ぎ絶頂オナニー（9月15日、プリモ）他出演:水谷あおい、高梨りの、黒宮えいみ、宝田もなみ、橋本れいか ほか
- 昼下がり町内会! 若妻たちのちょっと危険でかなりHな王様ゲーム!! 18 母の代理で参加した町内会の集まりでまさかの展開!若い時に王様ゲームをした事が無いという話で盛り上がった奥様方が急に「王様ゲームがやりたい!」と言い出したんです。男はボクひとりしかいないもんだから、当然いい思いが沢山出来ちゃいました!!（9月19日、Hunter）共演:高槻れい、星あめり、河合ののか、紗々原ゆり、音海里奈、森ほたる、葉山りん、桐谷なお、涼川えいみ
- レズビアンカップルが男に堕ちた日 真性レズビアンがチン負けし、精液まみれのスペレズ乱交（9月19日、Rookie）共演:あゆみ莉花
- 「常に性交」ビキニマッサージ 8 巨乳超密着騎乗位フルコース 撮りおろし125分+豪華セラピスト9名 総集編230分 2枚組合計355分収録!（9月26日、SODクリエイト）他出演:今井夏帆、優月まりな、成沢きさき
- 義母の囁き（9月28日、ビッグモーカル）
- 義母のおかげでママ友と毎日エッチなことをしています。 ひきこもりの息子の命令は絶対守る義母。 外に出たくないけど一人前の性欲があるせいで息子の命令でAVをレンタルしに行ったり、果ては手コキやフェラまでしてお世話をする義母。息子の要求は過激になってイキ…。義母はママ友を呼んティーパーティーし、そこに睡眠薬を入れる。そして眠るママ友。そこに息子が現れて…さらには、媚薬を飲ませてママ友を淫乱化させ、頭がおかしくなるほど息子のチ○ポでイキ狂うver（10月7日、Hunter）他出演:沖田里緒、宝田もなみ、みゆき菜々子、永瀬愛菜、百合川さら
- 僕の妻は男だらけのパート先で従業員達の性処理をさせられているようなのですが、なぜか全く辞める気配がありません…。 パチンコ清掃員Ver.（10月7日、アパッチ）他出演:葉山りん、森ほたる、涼川えいみ、高槻れい
- AV女優 裸コレクション 第十弾（10月11日、V&R PRODUCE）他出演:凛音とうか、宝田もなみ、皆瀬杏樹、音海里奈、きみと歩実、あずみひな、有坂深雪、黒川すみれ、あけみみう、神谷充希、真木今日子、泉りおん、御坂りあ、葵百合香、皆月ひかる、あゆみ莉花、浅見せな、望月りさ、ひなた澪
- マジックミラー号 あなたより欲求不満でお悩みのママ友を紹介してください 発情した人妻が久々の勃起チ○ポに触れて淫乱大開放! 4P ゴックン ぶっかけ 中出し乱交SEX（10月24日、SODクリエイト）※「由香」名義　他出演:留美、真央、美穂
- 生意気だから犯したい。 2 弟の嫁（10月25日、ながえスタイル）
- 何一つ文句のつけようのない妻の秘密を偶然知ってしまった夜 【乳首でイケるドM妻】（10月31日（レンタル）/11月8日（セル）、LEO）他出演:桐山結羽、桐谷なお
- 何度イッテもチ●ポを離さない汁漬け汗だくぶっ壊れオンナ（11月1日、ワープエンタテインメント）
- SUPERパックリまんこアップ4時間SP vol.13（11月1日、サルトル映像出版）他出演:八尋麻衣、あおいれな、水谷あおい、水川スミレ、逢沢まりあ、香苗レノン、篠崎かんな、橋本れいか ほか
- 今まで女として見ていなかった女友達(※現在親友の彼女)がボクのTシャツに着替えたら… 一緒に飲んでいた女友達(※親友の彼女)が終電に乗り遅れてボクの家に泊まる事に!!「着替えを貸して!」と言うのでボクの大きめの白Tシャツを貸してあげたら妙にセクシーでムラムラしてしまい中々寝付けない!まだ起きている女友達…我慢できなくなり絶対手を出してはいけない相手だからダメだと分かっていた…。分かっていたけど我慢できず思わず後ろから胸を触ってしまった!!そんな事されるとは思っていなかったから、かなり驚いた様子で抵抗する女友達!!ここまできたら諦めきれず強引に胸を揉んでいたら徐々にムラムラしだしたのかそれとも諦めたのか徐々に抵抗する力が弱まってきた!!調子に乗って女友達のパンツの中に手を入れたら既に濡れていた…「いやヤメて…お願い…これ以上はダメだって…」と終始言うけれど本気で言ってないのが丸わかり!!結局、何度もヤリまくってゴムが無くなったら生で何度も中出ししちゃいました!途中からは「いや…」なんて言葉は一切なく逆に自分から求めてきましたよ!（11月7日、Hunter）他出演:碧しの、後藤里香、葉月もえ、沖乃麻友
- 黒パンスト穿いて土下座謝罪しながらチ○ポを求めるデカ尻営業レディたち! 超絶激ピストンされ死ぬほど中出し!（11月8日、V&R PRODUCE）共演:宮村ななこ
- 終電逃して泊めてもらうことになった メイクを落とした女上司のすっぴんが可愛くて不覚にも超勃起! そのままハメ倒して綺麗な顔にぶっかけちゃった! 4（11月8日、Z-MEN）他出演:大浦真奈美、宮沢ちはる
- マッサージ師のなすがまま、カーテン越しに上から下まで弄られまくりの人妻たち！！声を殺して、鼻息も荒くオイルで火照ったカラダをふるわせ旦那にバレずにイキ放題っ!!久々の中出しに子宮は切なく痺れ、たっぷり染み込む他人種がメスの性を目覚めさせるっ!! 3（11月29日（レンタル）/12月6日（セル）、LEO）他出演:星あめり、桐谷なお
- タイトスカート穿いた心優しいデカ尻姉の絶対領域に欲情した弟! 媚薬を飲ませると自らニーハイソックスを擦りつけながら淫らにパンツを滴らせカニバサミで中出しを求めた! SPECIAL（12月13日、V&R PRODUCE）他出演:宮村ななこ
- 強引鬼イラマで喉マ○コを激しく突かれて興奮し、何度も嬉ションしてしまう脳イキドM女（12月20日、DOC）他出演:河北はるな、高杉麻里、月宮こはる
- 憧れの女上司と2人きり… 4（12月27日（レンタル）/2020年1月1日（セル）、LEO）他出演:凛音とうか、通野未帆

#### 2020年
- 女子社員に鬼イラマ・大量潮吹きの上下責めで強制的に体内の水分を放出したら、失神するほど激イキしてしまうのか!? SOD性科学ラボ REPORT12（2月6日、SODクリエイト）※「山村梨花」名義　他出演:馬場嗣美、琴原夏美、椎名美優
- ナンパ即ハメ!! 3 釣り上げた新鮮女子大生とスグやりたい! 〜ラブホまで待ってられない〜（2月10日、ホットエンターテイメント）他出演:高梨ゆあ、弥生みづき、心乃秋奈
- 生挿入絶対NGの先輩の奥さんに生挿入!生中出し! 会社の飲み会のあと先輩の家に連れて行かれて嫁自慢をされてうんざり。しかも独身で彼女なしのボクを見下してきている気がしてなんだか腹が立つが、先に寝てしまう先輩。先輩を介抱している奥さんと話をしていると、なんだか妙に色っぽくてムラムラしてしまい酔っ払ったせいで正常な判断ができず思わず奥さんを触ってしまうボク。拒絶されると思いきや…なんと欲求不満な奥さんとそのまま…。しかし、生挿入は絶対NGだったんだけど、我慢できずこっそりゴムを外してこっそり中出し。怒られると思いきや中出しされて興奮してしまった先輩の奥さん。その快感が忘れられず何度も中出しを求められて、今では中出しセフレに!（2月19日、Hunter）他出演:花宮レイ、桐山結羽、宝田もなみ、優梨まいな
- 息子の嫁と義父 ベロキス義父に私の方が欲求不満です…（2月27日、タカラ映像）
- この雰囲気、押せばヤラせてくれるかも?! 「お願いおっぱい揉ませてっ!!」「お尻触らせてっ!!」「先っちょだけ入れさせてっ!!」なりふり構わず土下座で懇願っ!!ハメたいスケベ男と、それをさらりとかわすしたたかな女達の挿入を賭けた熱い戦いっ!! ラウンド3（2月28日（レンタル）/3月6日（セル）、LEO）他出演:稲場るか、河北はるな
- 美尻トレーニングで若妻たちの誘惑デカ尻割れ目に大興奮!! ダイエット教室に参加してみたら男はボク1人?さらに今日は大きなお尻を重点的に引き締めるみたいで、どこを見回しても大きなお尻を突き出して割れ目が強調された若妻だらけ!!そんな中、勃起を我慢できずにいるとバレて大ひんしゅく!と思ったら…欲求不満な若妻たちの標的に!?チ○ポを積極的に求めてきて挿入してくると、汗だくになるほど大きなお尻を打ち付けてきて何度もイキまくり!!ボクも巨尻ピストンに我慢できず中出しすると若妻たちは余計に火がついてしまい…（3月7日、Hunter）共演:唯乃光、雪美千夏、新垣智江、藤白桃羽、明里ともか
- 敏感すぎるあまりスローピストンでも媚薬が効いているかのように爆イキしてしまう全身性感帯の義姉はハードピストンで失神寸前!! ボクに新しく出来た義姉は、偶然腕に触れたり、足をさすったっり、耳に息を吹きかけただけで過剰に反応し、まるであえぎ声のようなエロい声を出す全身性感帯の持ち主で、ボクはいつも興奮MAXで勃起しまくっています。義姉のエッチな声が聞きたいあまり、いつも偶然を装い胸に触ったりしますが我慢出来なくなり、深夜に義姉が寝ている布団の中に潜り込み、こっそりおっぱいやお尻を触ってしまいました。すると、寝ながらもビクンビクン体が反応してパンツにシミが出来るほど感じてるんです!!そのうち義姉が起きちゃって、やばいっと思ったけど、義妹も完全にエロスイッチが入った様子!逆にボクの勃起チ○ポに貪りついてきたんです。（3月7日、Hunter）他出演:涼川えいみ、通野未帆、桜庭ひかり、河北恵美
- 『私なんかでいいならエッチしてもいいよ!失敗して中に出しちゃってもいいから…あなたの初めてをいい思い出にして!』 ボクに突然出来た義母は若くて綺麗で超優しい!!ボクを本当の息子の様に可愛がってくれてメチャメチャ甘やかしてくれるんです!ボクが学校で『童貞!童貞!』と馬鹿にされて落ち込んでいる時なんかは…『元気出して私なんかでいいならエッチしてもいいよ!初めてなんだから私でいっぱい失敗していいから…。失敗して中に出しちゃってもいいから…』と言って優しくボクの初めての相手になってくれました!!当然、何回も失敗しちゃって何度も何度も中に出しちゃいました!!何度も何度も中に出していたら、徐々に興奮してきた義母はボクの童貞チ○ポでも感じまくって本気イキ!その後も何度も何度もエッチしてくれるセフレになってくれました!（3月19日、Hunter）他出演:唯乃光、河北はるな、大浦真奈美、通野未帆
- 90センチFカップ!!! ムチムチドスケベ妻!! 巨根ブチ込まれてお漏らしアヘ顔イキ狂い!!（5月13日、AV）
- 人間『物干し』拘束（5月19日、アパッチ）他出演:乙咲あいみ、桃井れお、明里ともか、大浦真奈美

### アダルトVR

#### 2018年
- 大好きな彼女と初めてのSM! 初めて見る拘束具を使って快感でおかしくなるまで続く玩具責めで失禁イキっぱなし（8月17日、SODクリエイト）
- 部屋の外に全裸で閉め出された隣の巨乳娘（8月31日、SODクリエイト）
- 人気No.1 リピート率200%の難攻不落なドMデリヘル嬢に連続生中出しできた件。（12月6日、ケイ・エム・プロデュース）
- 罠に落ちたエリート捜査官 【拘束・玩具責め・洗脳】で徹底的に凌辱。気高く強い女が屈辱に濡らされ快楽堕ち。（12月14日、SODクリエイト）
- 働く女に誘惑されて 美容室編・アパレルショップ編・居酒屋編（12月20日、ドリームチケット）他出演:妃月るい、宮村ななこ　※VR-1グランプリ(2018) エントリー作品
- 乳首の弱いカノジョと僕が、互いに乳首を責めあいました。（12月27日、ワープエンタテインメント）
- 大好きな彼女とSMラブホ! 拘束具で動けなくなった彼女を快感でおかしくなるまで続く玩具責めと生ちんぽピストンで何度もイキ果て失禁絶頂 ※イキ顔を間近でご覧ください（12月28日、SODクリエイト）

#### 2019年
- 唾飲みVR-2- 美女の唾厳選12名スペシャル!（1月10日、SODクリエイト）他出演:唯井まひろ、竹田ゆめ、成宮りか、小倉由菜、紗凪美羽、富田優衣、栄川乃亜、桜木優希音、神坂ひなの、小西まりえ、玉木くるみ
- スーパーリアル4K彩VR 乳首こねくりで昇天快感 連続射精8発（1月24日、ケイ・エム・プロデュース）共演:高杉麻里
- 「ず〜っと私のおっぱいを見てたの知ってるんだから!」 出張先で既婚の女上司と酒を飲んでいたら説教&夫の愚痴!ものすご〜く酔っぱらってきた人妻上司の浴衣がはだけおっぱい丸見えで超密着してきたので…!?（2月25日、DOC）他出演:神谷充希
- リアル悪徳エステ体験! どM患者に媚薬を飲ませ高級オイルマッサージで感度覚醒!こリをほぐすだけとグチョグチョに興奮したマ●コを刺激して痙攣するまで生中出し! 5（2月20日、SCOOP VR）
- 究極のイチャラブチャレンジ!! どMなカノジョに超連続中出し!! 20連発!!（3月6日、KMPVR-bibi-）
- ズーム盗撮VR（3月29日、SODクリエイト）他出演:古川いおり、本庄瞳、優月まりな、若月みいな、桜木優希音、玉木くるみ、あずみひな、新垣智江、有宮まこと、皆瀬杏樹、雨宮凛、野々原なずな
- カラダの相性がバツグンすぎて離れたくないと土下座してまで俺のチ○コを懇願するドM痴女（3月29日、SODクリエイト）
- 女がみんなおっパブ嬢になるCDを手に入れた!（5月10日、SODクリエイト）他出演:真田みづ稀、深田結梨
- 聴覚刺激VR オナニー女子の吐息・耳舐め・愛液音（5月11日、SODクリエイト）他出演:阿部乃みく、深田結梨、真田みづ稀、小泉ひなた、野々原なずな、真木今日子、浅美結花、雛菊つばさ
- 突然の豪雨で遭難…だけど超ラッキー!? 寒い山小屋でJD2人と裸で抱き合って温め合うことに!?さらに至近距離で見つめられ興奮高まり超密着ハーレム3P中出しSEX!!（5月17日、DOC）共演:神谷充希
- VR異世界に転生してエルフ酒場に入ったらモテモテだった件（5月27日、TMA）共演:妃月るい、椎葉みくる、玉木くるみ
- 【童貞喪失体験VR】 黒パンスト穿いた担任の先生と秘密のオナニー練習! 「いっぱいシコシコして♥」 初体験の淫語オナサポ/ベロキス/耳舐め/パンスト脚コキ/濃厚フェラで射精を促し筆おろし生挿入! 優しく褒められながら中出しSEX!（8月9日、V&R PRODUCE）
- 「もう入れていいでしょ?」 SEXレス解消のために愛するデカ乳妻に媚薬を飲ませると本能覚醒! ヨダレ垂らしながら貪るようにベロキス/耳舐め/全身リップ/イラマチオ/乳首つねり 電マ責めで鬼イキ絶頂!（8月30日、V&R PRODUCE）
- CONCIERGE(コンシェルジュ) お客様に最高のサービスをするのが私の仕事です。（9月14日、ブイワンVR）
- ワケアリ巨乳娘たちと乱交VR（9月30日、SODクリエイト）共演:橘メアリー、黒川すみれ
- ナンパ即ハメ!! 釣り上げた新鮮女子大生を野外でイタズラ!ノリでエスカレートしてぐちょぐちょになったところを生挿入ナマ中出し!!（12月10日、ホットエンターテイメント）共演:高梨ゆあ
- 【VR】アナル舐めんせつ アナルを執拗にベロンベロン舐められながらインタビューに答えてくれた素人女子4名（12月10日、ホットエンターテイメント）他出演:3人
- 本編開始20秒で即エッチ行為スタート!最初から最後まで5人の巨乳過ぎるお姉様たちとエッチしまくり!! 超エロい巨乳お姉様だらけのシェアハウスに入居したら男はボク一人で24時間365日エロい事しまくり!とにかく超エロい巨乳お姉様だらけでチ○ポを休める時間がありませんでした!!特にすごい日は酔っ払ったお姉様たちがレズ大乱交を始めて迫力満点で超大興奮!さらにボクも参加させられまさかの6Pへ!（12月24日、Hunter）共演:宝田もなみ、深田結梨、桃井れお、今井ゆあ
- 変態肉便器妻（12月25日、ながえスタイル）

#### 2020年
- 部下の僕が先輩OL2人に迫られて… 精液を絞り尽くす痴女 超スペレズVR（7月8日、ROOKIE）共演:大浦真奈美

## 出演

### Vシネマ
- 宇宙特捜アモルファス（2018年11月23日、ZENピクチャーズ）

### テレビ
- 軟体美乳ガールズ 好色サーカス団（2018年6月15日、パラダイスTV）[4]

### 成人映画
- おせんち酒場 君も濡れる街角（2019年10月11日、オーピー映画） - 「坂崎彩加」役（主演）[5]

## 雑誌
- 月刊DMM 2018年7月号（ジーオーティー） - インタビュー